# Curteana, Gorj
Curteana este un sat ce aparține orașului Târgu Cărbunești din județul Gorj, Oltenia, România.

## Vezi și
- Biserica de lemn din Curteana

 Acest articol despre o localitate din județul Gorj este deocamdată un ciot. Puteți ajuta Wikipedia prin completarea lui.